# Manigoto
Manigoto is een plaats (freguesia) in de Portugese gemeente Pinhel en telt 195 inwoners (2001).